# パヴロダル市電
パヴロダル市電（パヴロダルしでん、ロシア語: Павлодарский трамвай）は、カザフスタンの都市・パヴロダルに存在する路面電車である。

## 概要
カザフスタンの工業都市・パヴロダル市内を走る路面電車。ソビエト連邦（ソ連）時代の1965年10月18日に開通し、2020年現在はパヴロダル州の完全子会社であるパヴロダル市路面電車管理会社（АО «Трамвайное управление города Павлодара»）によって運営される。ソビエト連邦の崩壊後のカザフスタンでは路面電車網の廃止や縮小が相次いでいるが、パヴロダル市電は引き続き市内の重要な交通機関となっており、1990年代まで延伸が続いた営業キロ110 km・12系統の路線網は2019年時点のカザフスタンの路面電車で最大規模である。また2016年以降は欧州復興開発銀行からの援助の元、路面電車の車両・施設の更新やGPSを用いた監視システムの設置などの近代化を実施している。
2020年現在、パヴロダル市電で運行されている系統は以下の通りである。そのうち駅前電停（Бокзал）はカザフスタン鉄道のパヴロダル駅と接続している。
| 系統番号 | 起点              | 終点           | 備考                       |
| -------- | ----------------- | -------------- | -------------------------- |
| 1        | ЧЛЦ               | ТЭЦ-1          | 10号線とは経由路線が異なる |
| 2        | Вокзал            | ул. Ворушина   |                            |
| 3        | Сад 《Нефтянник》 | Ул. Ладожская  |                            |
| 4        | Сад 《Нефтянник》 | ул. Ворушина   |                            |
| 5        | Бокзал            | Бокзал         | ラケット式環状系統         |
| 6        | ЧЛЦ               | ул. Ворушина   |                            |
| 7        | ЧЛЦ               | Ул. Ладожская  |                            |
| 8        | Вокзал            | ТЭЦ-1          |                            |
| 10       | ЧЛЦ               | ТЭЦ-1          | 1号線とは経由路線が異なる  |
| 11       | Вокзал            | Мкр. Усольский |                            |
| 12       | Вокзал            | РМЦ            |                            |
| 14       | Вокзал            | Ул. Ладожская  |                            |

## 車両

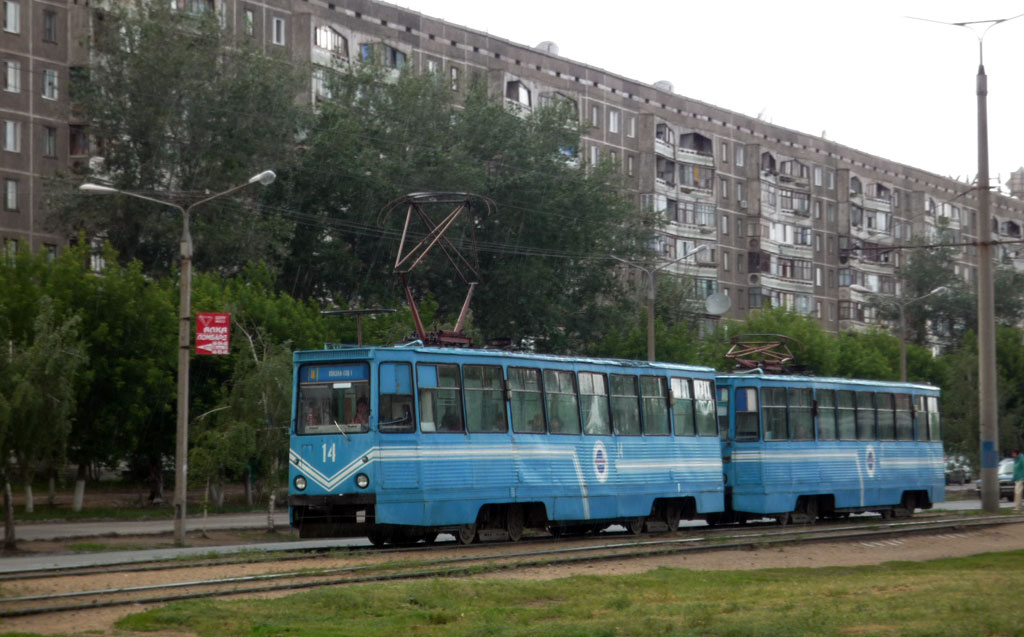
KTM-5
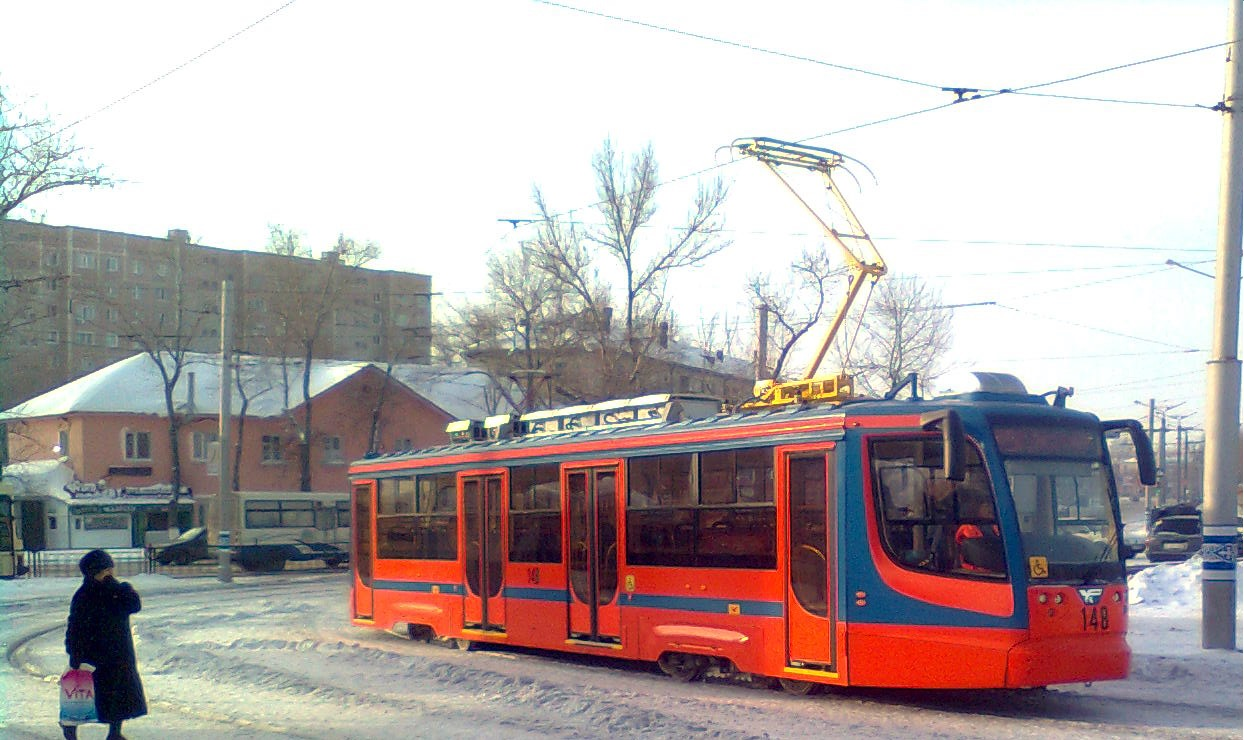
71-623-02
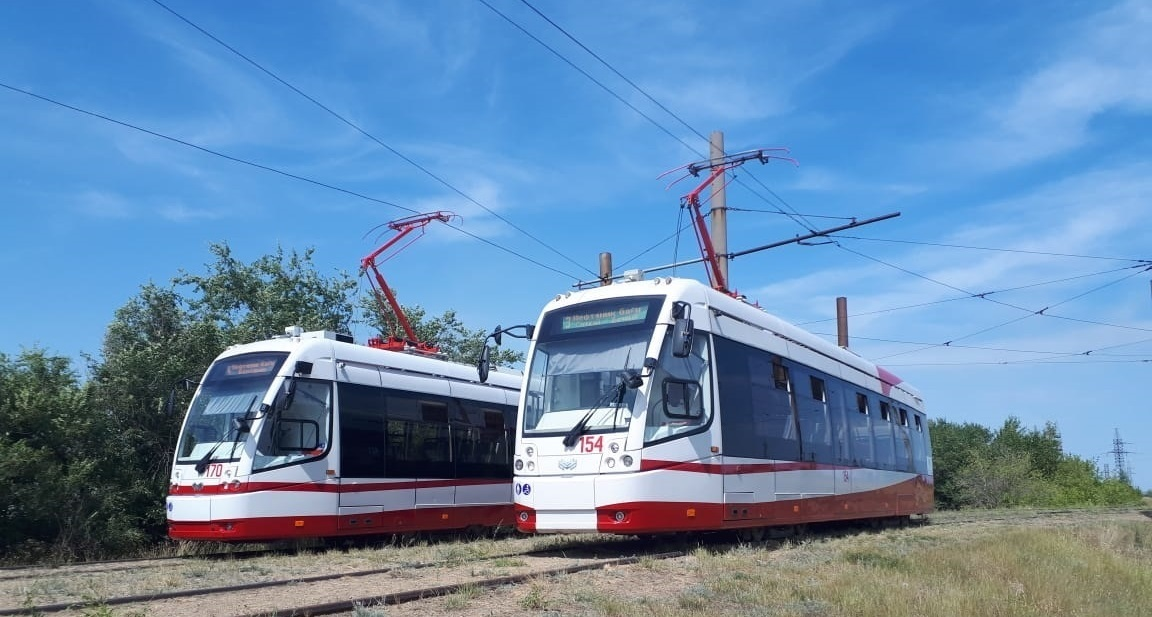
AKSM-802

2020年現在、パヴロダル市電で使用されている車両は以下の通り。2010年代以降はロシア連邦やベラルーシの鉄道車両メーカーが製造した超低床電車の導入が続いている。また2011年にはポーランドで使用されていた旧型車両を譲受する計画が存在したが、パヴロダル市当局からの認可が下りず実現しなかった。
| 現有車両(2020年現在) | 現有車両(2020年現在) | 現有車両(2020年現在)                           |
| 形式                 | 両数 (2020年時点)    | 解説                                           |
| -------------------- | -------------------- | ---------------------------------------------- |
| KTM-5M               | 1両                  | 1971年製 2020年の時点で現存する世界最古のKTM-5 |
| KTM-5M3              | 67両                 |                                                |
| 71-608K              | 3両                  |                                                |
| 71-608KM             | 10両                 |                                                |
| 71-619K              | 1両                  |                                                |
| 71-623-02            | 7両                  | 部分超低床電車 当初は50両を導入する予定だった  |
| AKSM-802E            | 23両                 | 部分超低床電車                                 |

- KTM-5
- 71-623-02
- AKSM-802